# Comuna Terșiv, Starîi Sambir
Terșiv (în ucraineană Тершів) este o comună în raionul Starîi Sambir, regiunea Liov, Ucraina, formată din satele Spas, Sușîțea, Terșiv (reședința) și Zavadka.

## Demografie
Componența lingvistică a comunei Terșiv
     Ucraineană (99,81%)
     Alte limbi (0,19%)
Conform recensământului din 2001, majoritatea populației comunei Terșiv era vorbitoare de ucraineană (99,81%), existând în minoritate și vorbitori de alte limbi.